# Störkathener Heide
Die Störkathener Heide, offiziell auch „Naturschutzgebiet Heidefläche bei Kellinghusen“ ist ein Naturschutzgebiet in der Nähe des Dorfes Störkathen in Schleswig-Holstein.
Die „Heidefläche bei Kellinghusen“ gehört zum Naturraum Holsteinische Vorgeest und ist Teil eines größeren Binnendünengebietes, welches nach der letzten Eiszeit am Rande der Störniederung auf Altmoränen entstanden war und sich von Kellinghusen bis nach Brokstedt erstreckte. Damit die vorhandenen Vorkommen von Besenheide, Glockenheide und Zwergstrauchheide nicht von Kiefernwald verdrängt wird, wird das Gebiet mit Heidschnucken gepflegt. Ein kleiner Teil des Geländes ist versumpft. Rund um das Gelände führt ein Lehrpfad. Die Betreuung des Naturschutzgebietes erfolgt durch den Kreis Steinburg als Untere Naturschutzbehörde. Das Naturschutzgebiet liegt vollständig im 2004 gegründetem europäischem NATURA 2000-Schutzgebiet FFH-Gebiet Heiden und Dünen bei Störkathen.

## Geschichte
Die Fläche ist neben anderen kleinen Restflächen in der Umgebung eine der letzten Überbleibsel der ehemals großflächigen Heidegebiete auf der holsteinischen Geest. Der Lederfabrikant C. Westphal spendete 1913 der Stadt Kellinghusen das erforderliche Geld zum Kauf der Fläche unter der Auflage, die Heide „in ihrer heutigen Gestalt“ zu erhalten. Bereits 1938 wurde das Gelände unter Schutz gestellt.

## Bilder

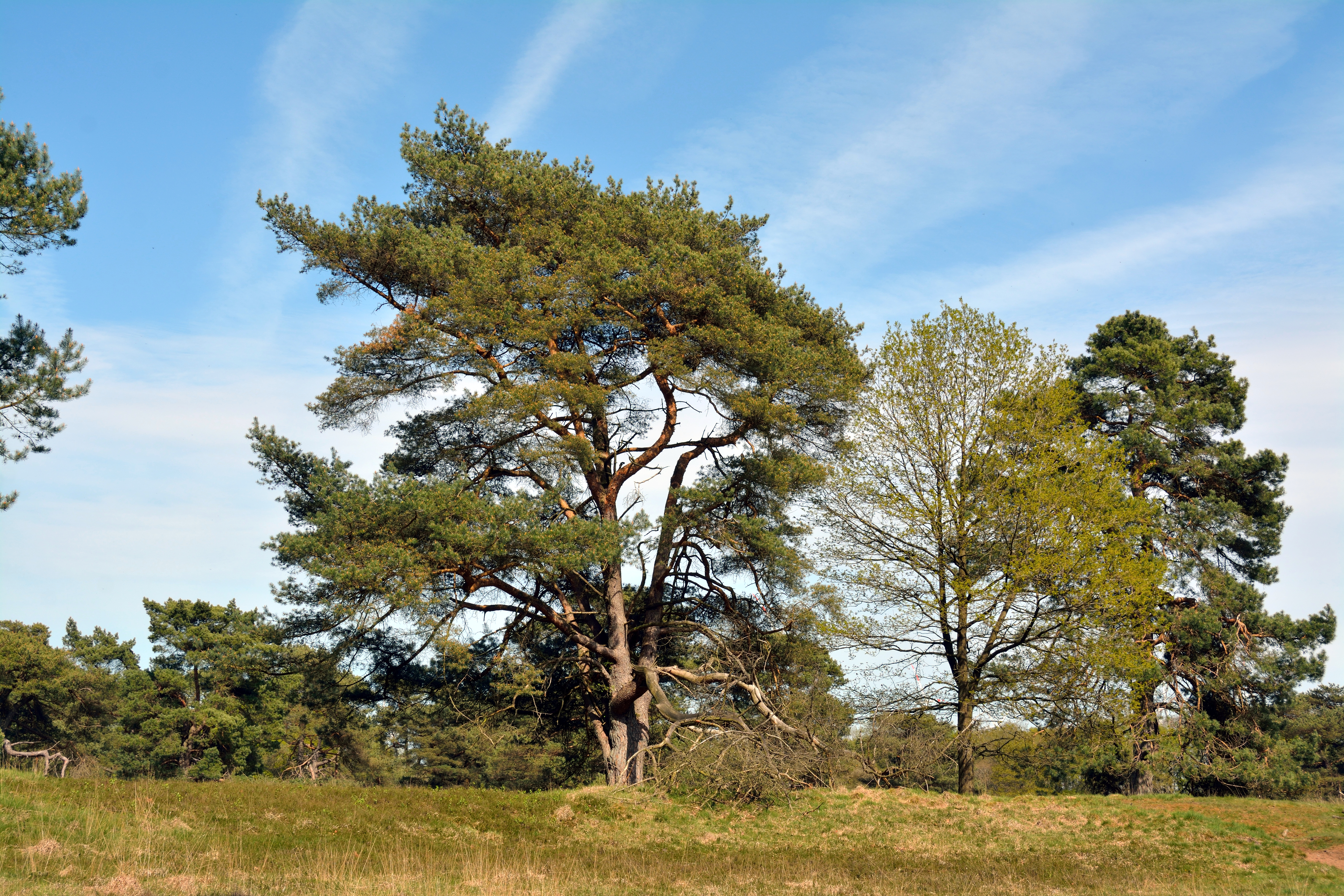
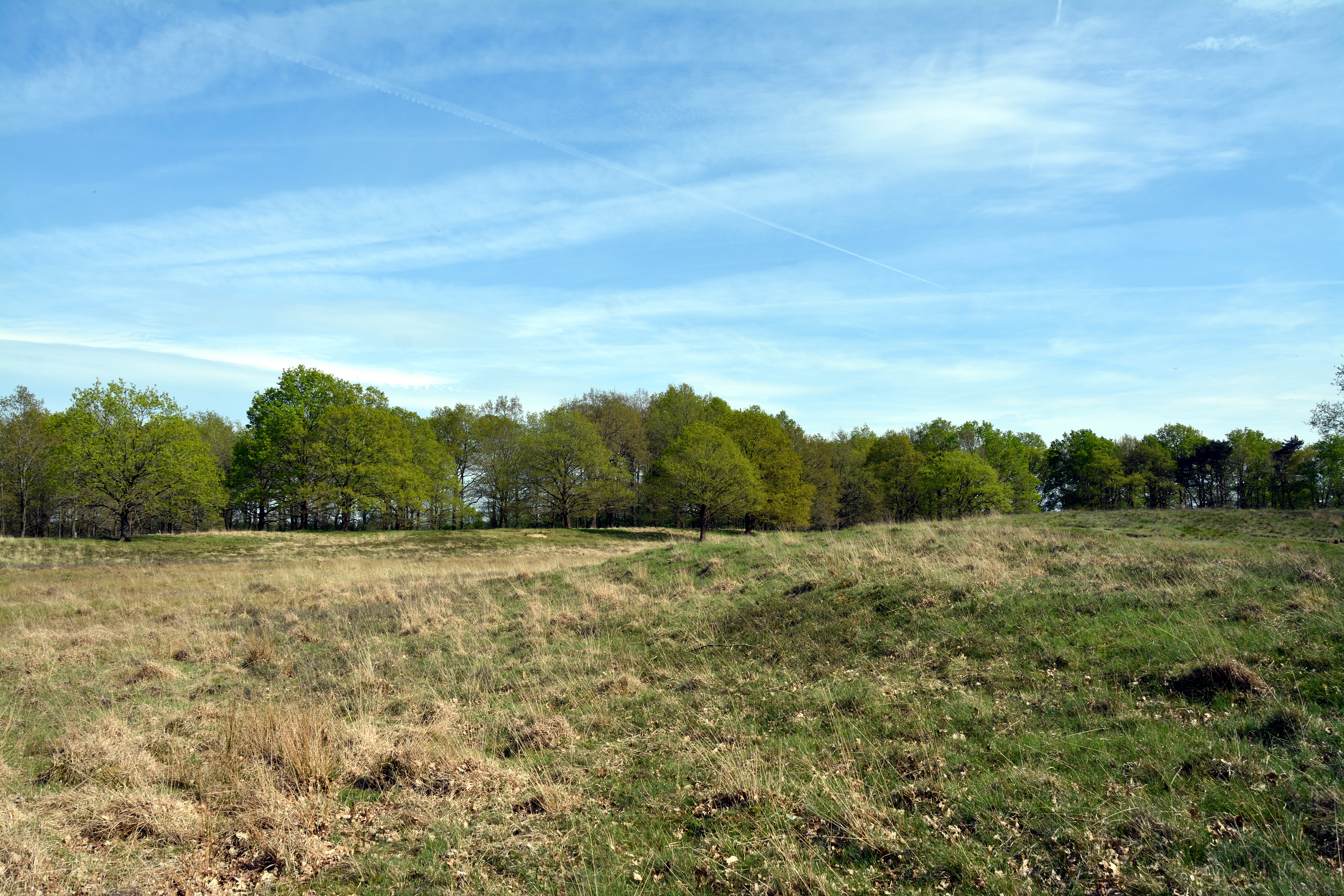
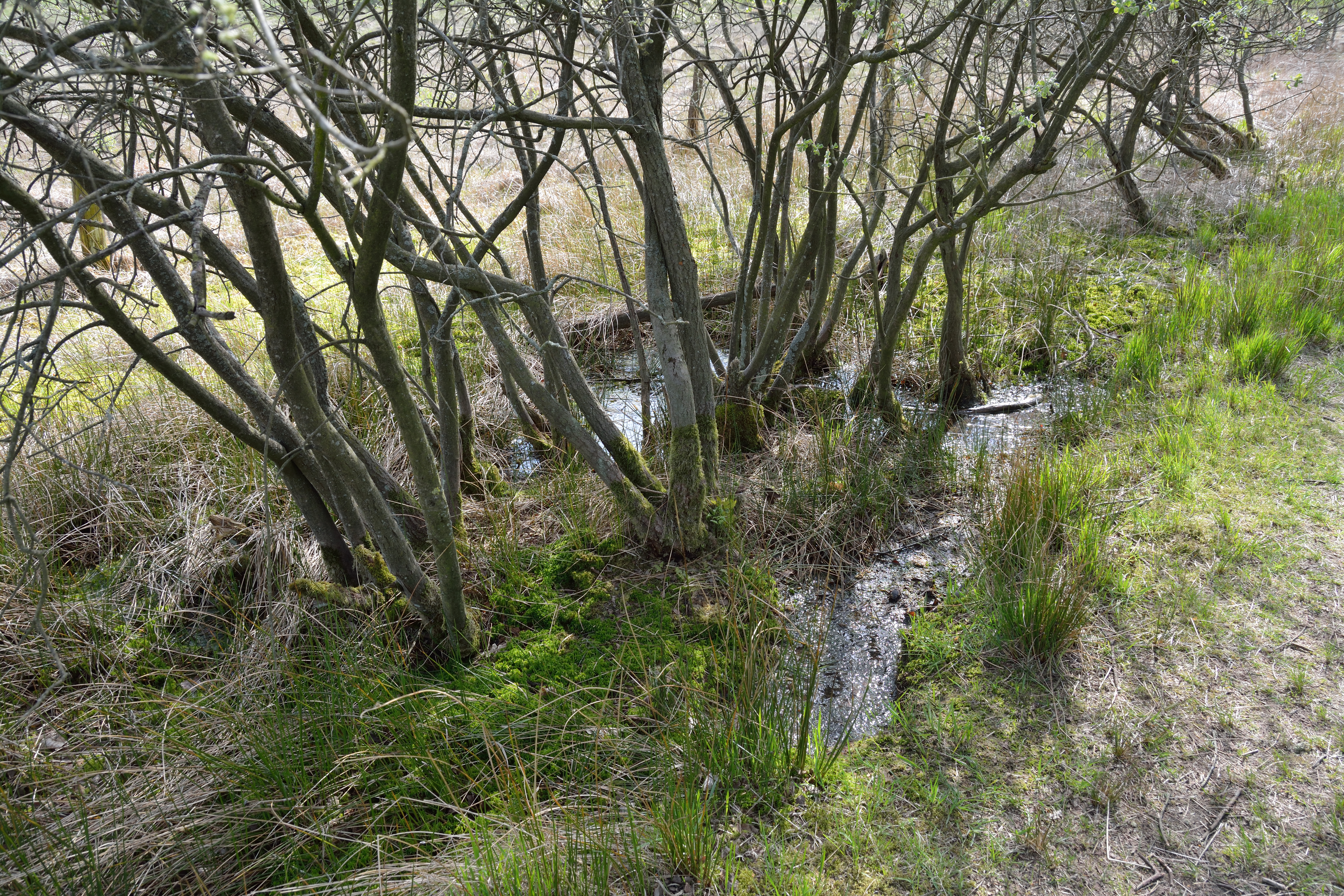